# Georgij Ivanovič Petrov
Georgij Ivanovič Petrov (in russo Георгий Иванович Петров?; 31 maggio 1912 – 17 maggio 1987) è stato un ingegnere sovietico.
Dopo avere conseguito la laurea all'Università statale di Mosca nel 1935, cominciò a lavorare nello stesso anno al Istituto centrale di aerodinamica. Nel 1944 passò all'NII-1, un istituto di ricerche per la propulsione a reazione; nel 1953 venne nominato professore all'Università statale di Mosca e nello stesso anno divenne membro dell'Accademia delle scienze dell'URSS. Dal 1965 al 1973 Petrov ha diretto l'Istituto sovietico di ricerche spaziali.